# Lego Indiana Jones
Lego Indiana Jones är en Lego-serie som kom år 2008 i samband med den nya filmen Indiana Jones och Kristalldödskallens rike (2008)

## Modeller från Lego Indiana Jones
| Nummer | Namn (sv)                    | Namn (En)                    | Delar | minifigurer | År   |
| ------ | ---------------------------- | ---------------------------- | ----- | ----------- | ---- |
| 7620   | Indiana Jones motorcykeljakt | Motorcycle Chase             | 79    | 3           | 2008 |
| 7621   | ?                            | The Lost Tomb                | 277   | 3           | 2008 |
| 7622   | Jakten på den stulna skatten | Race for the Stolen Treasure | 272   | 4           | 2008 |
| 7623   | ?                            | Temple Escape                | 554   | 4           | 2008 |
| 7624   | ?                            | Jungle Duel                  | 91    | 3           | 2008 |
| 7625   | ?                            | River Chase                  | 234   | 4           | 2008 |
| 7626   | Djungelröjaren               | Jungle Cutter                | 511   | 4           | 2008 |
| 7627   | ?                            | Temple of Akator             | 929   | 10          | 2008 |
| 7628   | ?                            | Peril in Peru                | 625   | 6           | 2008 |
| 20004  | ?                            | Jeep                         | 83    | 1           | 2008 |